# Таконит
Таконит — разновидность железистой горной породы, добываемой в качестве железорудного сырья для производства в частности окатышей. Представляет собой  метаморфизованную слоистую горную породу докембрийского возраста. Состоит из многократно чередующихся и переходящих друг в друга рудных и безрудных кварцитов и сланцев.
Название происходит от названия гор Таконик (англ. Taconic Range) в Соединённых Штатах Америки.
Таконит содержит: кварц, гематит, магнетит, биотит, хлориты, амфиболы, карбонаты и другие.
Крупнейшие месторождения таконитов находятся США, в районе озера Верхнего. Крупнейший район, где добывают такониты — железорудный район Месаби (англ. Mesabi Iron Range) в штате Миннесота, США.
Поскольку содержание железа в таконитах относительно невысокое (как правило 25—30%), то промышленная разработка месторождений таконитов началась сравнительно недавно, в 1950-е годы, после того, как были отработаны месторождения с более высоким содержанием железа.
В СССР докембрийские железистые породы, включая такониты, назывались железистыми кварцитами.